# Mydaea montana
Mydaea montana este o specie de muște din genul Mydaea, familia Muscidae, descrisă de Anatolii Mikhailovich Lobanov în anul 1983. Conform Catalogue of Life specia Mydaea montana nu are subspecii cunoscute.